# Eight (IUの曲)
『Eight』(에잇)は、IUがBTSのラッパーであるSUGAとコラボレーションした楽曲である。2020年5月6日にデジタルシングルとして発売された。

## 概要
「Eight」は、アナログの感性とトレンディで清涼なサウンドを融合させたバンドベースのポップロックに、28歳（発売当時）の同い年のミュージシャン・IUとSUGAの独創的なボーカルとラップが加わった楽曲。IUがこれまでリリースした「23」(2015年)と「Palette」(2017年)に続く3度目の年齢を扱う楽曲で、率直な告白と共感を盛り込んだ短編小説のような楽曲となっている。
私の個人的な叙情から来るものなのか、災害によって同じく辛い時期を耐えている社会全般的な雰囲気から来るものか、もしくは両方すべて当てはまるのかは確信できないが、私の28歳は繰り返される無力感と無気力、そして“私たち”が悲しくなく、自由でいられた“オレンジ島”に対するなつかしさで記憶されそうだ。

— IUによるEightの説明文
レジェンド級のコラボレーションということもあり、発売直後は韓国国内外の音楽ランキングで1位を総なめにした。iTunesチャートではアメリカをはじめ、海外59ヶ国・地域のメインシングルチャートの「トップソングチャート」で1位になった。韓国の女性ソロ歌手が米iTunes「トップソングチャート」で1位になったことは、1月6日にBTSがフィーチャリングに参加した「WINTER FLOWER」で1位になったユンナ以来、2回目である。

## 収録曲
| #         | タイトル                                      | 作詞 | 作曲・編曲 | 時間 |
| --------- | --------------------------------------------- | ---- | ---------- | ---- |
| 1.        | 「에잇(prod. & Feat. SUGA of BTS)（→eight）」 |      |            | 2:47 |
| 合計時間: | 合計時間:                                     | 2:47 |            |      |

## チャート成績

### 韓国
| チャート                             | #  | 期間 |
| ------------------------------------ | -- | --- |
| ガオンデジタルチャート（週間）       | #1 | - 2020年19週（2020年5月3日～5月9日） - 2020年20週（2020年5月10日～5月16日） - 2020年21週（2020年5月17日～5月23日） - 2020年24週（2020年6月7日～6月13日） |
| ガオンデジタルチャート（月間）       | #1 | - 2020年5月 - 2020年6月 |
| ガオンストリーミングチャート（月間） | #1 | - 2020年5月 - 2020年6月 |
| MelOnチャート（月間）                | #1 | - 2020年5月 - 2020年6月 |

### 日本
| チャート                                       | 順位 | 期間                  |
| ---------------------------------------------- | ---- | --------------------- |
| オリコンデジタルシングルランキング（デイリー） | #4   | 2020年5月7日付        |
| iTunes Japan Top 100 Songs（週間）             | #16  | 2020年5月4日～5月10日 |

### その他
- iTunes Top 100 Songs（週間：2020年5月4日～5月10日）

| 国               | ＃  |
| ---------------- | --- |
| 台湾             | #1  |
| シンガポール     | #1  |
| フィリピン       | #1  |
| タイ             | #1  |
| マレーシア       | #1  |
| ベトナム         | #1  |
| フィンランド     | #1  |
| ワールドワイド   | #2  |
| インドネシア     | #2  |
| メキシコ         | #3  |
| チリ             | #3  |
| トルコ           | #5  |
| ニュージーランド | #5  |
| スウェーデン     | #5  |
| アメリカ合衆国   | #6  |
| ブラジル         | #6  |
| オランダ         | #6  |
| ハンガリー       | #6  |
| フランス         | #9  |
| コロンビア       | #10 |
| ノルウェー       | #11 |
| ギリシャ         | #12 |
| オーストラリア   | #15 |
| 日本             | #16 |
| カナダ           | #16 |
| イギリス         | #35 |
| ドイツ           | #48 |
| ベルギー         | #52 |